# ベイラー郡 (テキサス州)
ベイラー郡（ベイラーぐん、英: Baylor County）は、アメリカ合衆国テキサス州の北部に位置する郡である。2010年国勢調査での人口は3,726人であり、2000年の4,093人から9.0％減少した。郡庁所在地はシーモア市（人口2,740人）であり、同郡で人口最大の都市でもある。郡名は、米墨戦争の時にテキサス・レンジャーの軍医を務めたヘンリー・ワイドナー・ベイラーに因んで名付けられた。名称が同じベイラー大学は約230マイル (370 km) 南東のマクレナン郡にある。

## 地理
アメリカ合衆国国勢調査局に拠れば、郡域全面積は901平方マイル (2,333.6 km2)であり、このうち陸地871平方マイル (2,255.9 km2)、水域は30平方マイル (77.7 km2)で水域率は3.36％である。

### 主要高規格道路
- アメリカ国道82号線
- アメリカ国道183号線/アメリカ国道277号線
- テキサス州道114号線

### 隣接する郡
- ウィルバーガー郡 - 北
- アーチャー郡 - 東
- スロックモートン郡 - 南
- ノックス郡 - 西
- フォード郡 - 北西

## 人口動態
以下は2000年の国勢調査による人口統計データである。
| 基礎データ - 人口: 4,093人 - 世帯数: 1,791 世帯 - 家族数: 1,156 家族 - 人口密度: 2人/km2（5人/mi2） - 住居数: 2,820軒 - 住居密度: 1軒/km2（3軒/mi2） 人種別人口構成 - 白人: 90.96% - アフリカン・アメリカン: 3.35% - ネイティブ・アメリカン: 0.59% - アジア人: 0.51% - 太平洋諸島系: 0.12% - その他の人種: 3.32% - 混血: 1.15% - ヒスパニック・ラテン系: 9.33% 年齢別人口構成 - 18歳未満: 23.4% - 18-24歳: 5.5% - 25-44歳: 21.4% - 45-64歳: 25.6% - 65歳以上: 24.1% - 年齢の中央値: 45歳 - 性比（女性100人あたり男性の人口） - 総人口: 89.5 - 18歳以上: 86.7 | 世帯と家族（対世帯数） - 18歳未満の子供がいる: 25.2% - 結婚・同居している夫婦: 53.5% - 未婚・離婚・死別女性が世帯主: 8.2% - 非家族世帯: 35.4% - 単身世帯: 33.3% - 65歳以上の老人1人暮らし: 19.2% - 平均構成人数 - 世帯: 2.26人 - 家族: 2.86人 収入と家計 - 収入の中央値 - 世帯: 24,627米ドル - 家族: 34,583米ドル - 性別 - 男性: 21,607米ドル - 女性: 19,571米ドル - 人口1人あたり収入: 16,384米ドル - 貧困線以下 - 対人口: 16.1% - 対家族数: 12.9% - 18歳未満: 26.3% - 65歳以上: 9.0% |

## 教育歴
2000年国勢調査では、25歳以上の郡住人の21.2％が高校を卒業しておらず、32.7％が高校卒だった。学士は8.7％、修士は2.3％、博士は0.2％だった。男性は博士号を取得しておらず、女性の0.4％が博士号取得者だった。

## 教育
ベイラー郡のほぼ全体がシーモア独立教育学区の管轄であり、この学区は隣接する郡の一部も含んでいる。小部分のみがオルニー独立教育学区の管轄である。以前はメガーゲル独立教育学区もあったが、2006年5月に閉鎖され、オルニー独立教育学区に移管された。

## 都市と町

### 都市
- シーモア - 郡庁所在地

### その他の町
- メイベル

## 牧畜業
面積320,000 エーカー (1,300 km2) のラエスカレラ牧場のシーモア地区はベイラー郡シーモア市の北にある。シーモア地区は 34,000 エーカー (120 km²) あり、以前にクロード・コーワン・シニアのトラストが所有していたときはサークルバー牧場と呼ばれていた。この牧場は2005年1月にジェラルド・ライダ家とラエスカレラ有限共同会社が購入し、シーモアの共同経営者ジョー・ライダ・グランバーグとその夫K・G・グランバーグが管理している。エスカレラ牧場はペコス郡の大半と、リーブス郡、ブリュースター郡、アーチャー郡およびベイラー郡の一部まで広がっている。アバディーン・アンガス種の牛と野生生物が豊富なことでも知られている。